# Kallavesi (sjö i Södra Savolax)
Kallavesi är en sjö i Finland. Den ligger i kommunerna Mäntyharju och S:t Michel i landskapet Södra Savolax, i den södra delen av landet, 180 km nordost om huvudstaden Helsingfors. Kallavesi ligger 81,5 meter över havet. Den är 37,85 meter djup. Arean är 13,97 kvadratkilometer och strandlinjen är 122,41 kilometer lång. Sjön  ingår i Kymmene älvs huvudavrinningsområde.   I omgivningarna runt Kallavesi växer i huvudsak barrskog. Den sträcker sig 8,4 kilometer i nord-sydlig riktning, och 13,7 kilometer i öst-västlig riktning.
I övrigt finns följande vid Kallavesi:
- Ala-Kuhanen (en sjö)

## Öar i Kallavesi
- Petäjäsaari (ö i Finland, Södra Savolax, S:t Michel, lat 61,40, long 26,93) (en ö), 61°23′42″N 26°55′46″Ö / 61.3951°N 26.9295°Ö
- Kiermisaari (ö i Södra Savolax, S:t Michel, lat 61,43, long 26,99) (en ö), 61°25′45″N 26°59′41″Ö / 61.4293°N 26.9946°Ö
- Vasikkasaari (ö i Finland, Södra Savolax, S:t Michel, lat 61,43, long 26,91) (en ö), 61°25′38″N 26°54′36″Ö / 61.4272°N 26.9099°Ö
- Loukkusaari (ö i Södra Savolax, S:t Michel, lat 61,42, long 26,93) (en ö), 61°25′20″N 26°55′38″Ö / 61.4223°N 26.9272°Ö
- Luomansaari (en ö), 61°24′47″N 26°55′38″Ö / 61.413°N 26.9271°Ö
- Kultasaari (ö i Södra Savolax) (en ö), 61°24′15″N 26°55′03″Ö / 61.4041°N 26.9175°Ö
- Kokkosaaret (ö i Södra Savolax, S:t Michel, lat 61,41, long 26,95) (en ö), 61°24′45″N 26°56′43″Ö / 61.4124°N 26.9452°Ö
- Junttisaari (ö i Södra Savolax) (en ö), 61°24′22″N 26°55′29″Ö / 61.4061°N 26.9248°Ö
- Naakansaari (ö i Södra Savolax) (en ö), 61°24′08″N 26°54′51″Ö / 61.4021°N 26.9141°Ö
- Vuohisaari (ö i Södra Savolax, S:t Michel, lat 61,40, long 26,92) (en ö), 61°24′02″N 26°55′24″Ö / 61.4006°N 26.9233°Ö
- Jullikinsaari (en ö), 61°24′49″N 26°59′58″Ö / 61.4137°N 26.9994°Ö
- Naulasaari (ö i Södra Savolax, S:t Michel, lat 61,41, long 27,08) (en ö), 61°24′19″N 27°05′03″Ö / 61.4052°N 27.0842°Ö
- Suursaari (ö i Södra Savolax, S:t Michel, lat 61,42, long 27,03) (en ö), 61°25′12″N 27°01′48″Ö / 61.4199°N 27.03°Ö
- Saassaari (en ö), 61°24′03″N 27°05′57″Ö / 61.4007°N 27.0993°Ö
- Pieni Puuskansaari (en ö), 61°24′13″N 27°08′50″Ö / 61.4036°N 27.1473°Ö
- Hirssaari (ö i Södra Savolax, S:t Michel, lat 61,41, long 27,14) (en ö), 61°24′31″N 27°08′21″Ö / 61.4085°N 27.1392°Ö